# Nikita Hruščov
Nikita Sergejevič Hruščov (rusko Ники́та Серге́евич Хрущёв), sovjetski politik, prvi sekretar komunistične partije Sovjetske zveze, * 17. april 1894, Kalinovka, Rusko cesarstvo, † 11. september 1971, Moskva, Sovjetska zveza.
Bil je tretji voditelj Sovjetske zveze, ki jo je vodil od leta 1953 po smrti Josifa Stalina, do njegove odstranitve leta 1964. V času svojega vladanja je Hruščov šokiral komunistični svet potem, ko je razkril in obsodil Stalinove zločine ter se s svojim ključnim zaveznikom Anastasom Mikojanom lotil drugačnega stila politike. Ustvaril je zgodnji sovjetski vesoljski program in uveljavitev razmeroma liberalnih reform v notranji politiki. Po nekaj napačnih začetnih potezah in jedrski vojni zaradi Kube, ki so se ji komaj izognili je vodil uspešna pogajanja z Združenimi državami Amerike, da bi zmanjšal napetosti v hladni vojni. Leta 1964 mu je vodstvo Kremlja odvzelo oblast in ga zamenjalo z Leonidom Brežnjevom kot prvim sekretarjem komunistične partije in Aleksejem Kosiginom kot premierjem.
Hruščov se je rodil leta 1894 v vasi na zahodu Rusije. V mladosti je bil zaposlen kot kovinarski delavec, med rusko državljansko vojno pa je bil politični komisar. Pod pokroviteljstvom Lazarja Kaganoviča se je vzpel po sovjetski hierarhiji. Podpiral je Stalinove čistke in odobril na tisoče aretacij. Leta 1938 ga je Stalin imenoval za upravljanje ukrajinske države SSR, kjer je nadaljeval čistke. Medtem, kar je bilo v Sovjetski zvezi takrat znano kot Velika domovinska vojna, je bil Hruščov spet komisar, ki je služil kot posrednik med Stalinom in njegovimi generali. Hruščov je bil prisoten pri krvavi obrambi Stalingrada, na kar je bil zelo ponosen vse življenje. Po vojni se je vrnil v Ukrajino, preden so ga odpoklicali v Moskvo kot enega od tesnih Stalinovih svetovalcev. 
5. marca 1953 je Stalinova smrt sprožila boj za oblast, v katerem je Hruščov zmagoval, ko je utrdil svojo oblast kot prvi sekretar Centralnega komiteja stranke. 25. februarja 1956 je na 20. partijskem kongresu opravil »Skrivni govor«, na katerem je Hruščov ostro obsodil Stalinovo vladanje in pri tem sprejel malo manj zatiralsko politiko. Njegova notranja politika, namenjena izboljšanju življenja sovjetskih državljanov, je bila pogosto neučinkovita, zlasti v kmetijstvu. V upanju, da se bo sčasoma zanašal na jedrske rakete za nacionalno obrambo, je Hruščov ukazal večje zmanjšanje običajnih sil. Kljub zmanjšanju so bila v času Hruščovega vladanja na položaju najbolj napeta leta hladne vojne, ki je dosegla vrhunec s kubansko raketno krizo. 
Hruščov je v petdesetih letih dvajsetega stoletja užival močno podporo zaradi velikih zmag, kot so sueška kriza, izstrelitev Sputnika, sirska kriza leta 1957 in incident podmornice U-2 leta 1960. Do zgodnjih šestdesetih let dvajsetega stoletja pa so Hruščovovo priljubljenost zmanjšale pomanjkljivosti njegove politike, pa tudi njegovo ravnanje s kubansko raketno krizo. To je opogumilo njegove morebitne nasprotnike, ki so nato oktobra 1964 Hruščova odstranili s položaja vodje. Kljub temu ga niso obsodili na smrtno kazen, po odstranitvi se je upokojil in živel v Moskvi ter na podeželju, preden je leta 1971 umrl.

## Zgodnje življenje
Nikita Hruščov se je rodil 17. aprila 1894 v Kalinovki v Kurski oblasti v Ruskem cesarstvu (v današnji Rusiji blizu meje z Ukrajino) v kmečki družini. Leta 1908 se je njegova družina preselila v Juzovko v Ukrajini.
Kot zelo inteligentna oseba je Hruščov prejel le dve leti osnovne izobrazbe. Hruščov je delal kot monter cevi v različnih tovarnah in rudnikih ter leta 1911 kot vodovodar v Harkovu. Med prvo svetovno vojno se je ukvarjal s sindikalnim delovanjem, po oktobrski revoluciji leta 1917 pa se je med državljansko vojno boril v Rdeči armadi pod poveljstvom partizanskih enot, ki so delovale v Ukrajini proti protirevolucionarnim enotam generala Denikina in kasneje opravljal funkcijo političnega komisarja. Leta 1918 je postal član stranke in delal na različnih upravnih položajih v Donbasu.
Leta 1931 je šel skozi sekretariate (»okrajne komiteje«) okrožja Bauman in Krasnaja Presnja v Moskvi, tudi po priporočilih svojega prijatelja Lazarja Kaganoviča sekretarja gorkom (»državljanski odbor«) Moskve. Leta 1934 je postal prvi sekretar moskovskega gorkoma Komunistične partije Sovjetske zveze in drugi sekretar obkoma (»regionalni komite«) tudi v Moskvi. Od leta 1934 je bil Hruščov redni član Centralnega komiteja Komunistične partije Sovjetske zveze. Januarja 1938 je bil imenovan za prvega sekretarja centralnega komiteja Komunistične partije Ukrajine in zamenjal prejšnje člane, ki so jih zdesetkali stalinistični preganjanji v letih 1937-1938.
Namesto tega je bil junija istega leta dejansko izvoljen na to funkcijo in prevzel vodstvo sekretarja kijevskega obkoma. Za kandidata za člana politbiroja je bil izvoljen leta 1938, hkrati z izvolitvijo novoizvoljenega Vrhovnega sovjeta ZSSR v predsedstvo (izvršni odbor), prve volitve po novi ustavi iz leta 1936.

## Delovanje v drugi svetovni vojni
Med drugo svetovno vojno je Hruščov služil svoji državi kot politični častnik, kar je enakovredno vojaškemu činu general podpolkovnika. V mesecih po načrtovani nemški invaziji v okviru operacije Barbarossa leta 1941 je Hruščov prišel v konflikt s Stalinom zaradi vodenja vojne v Ukrajini, regiji, v kateri je bil Nikita Hruščov takrat lokalni vodnik in najvišji uradnik stranka. Primer tega razhajanja pogledov je bila opozicija, ki je ostala nezaslišana, ofenzivi na Harkov maja 1942, ob kateri je Stalina pozval, naj se odreče svojim načrtom za napredovanje v korist večje koncentracije čet na položajih v obrambi sistemov, ki so najbolje nasprotovali nemški protiofenzivi.
Stalinovo nepripravljenost, da bi sprejel umik kot vojaško možnost, je menil, da je potrata v primerjavi z neugodnimi možnostmi, s katerimi so se soočili vojaki. Kasneje je bil politični komisar v bitki pri Stalingradu in je skupaj z generalom Vatutinom sodeloval pri napredovanju sovjetske vojske v Ukrajini do avgusta 1944.

## Voditelj Sovjetske zveze
Po Stalinovi smrti 5. marca 1953 je izbruhnil boj za nasledstvo znotraj stranke. Sprva se je zdelo, da bo položaj zasedel Lavrentij Pavlovič Berija, notranji minister in vodja sovjetske tajne policije; vendar so Georgij Malenkov, Lazar Kaganovič, Vjačeslav Molotov, Nikolaj Bulganin in drugi podprli Hruščova in odstavili Berijo z oblasti. Berija je bil zaprt do usmrtitve, ki se je zgodila decembra istega leta. Hruščov je bil nato 5. marca 1953 imenovan za novega, tretjega voditelja Sovjetske zveze.
Vladanje Hruščova je bilo za ZSSR ključna prelomnica. Delegate XX. kongresa KPSZ 25. februarja 1956 je presenetil s svojim znamenitim »skrivnim govorom« (saj ni bil namenjen nobeni objavi ali razširjanju zunaj njegovega občinstva in ga je CIA šele naknadno rekonstruirala in objavila), O kultu osebnosti in njegovih posledicah, v katerem je obsodil kult Stalinove osebnosti in zločine, storjene med veliko čistko, s čimer je začel proces, imenovan destalinizacija. S tem je Hruščov sprejel v veliki meri manj zatiralsko politiko, ki sta jo prej izvajala Stalin in Lenin. Hruščov je uvedel osnovne človekove pravice, pisateljem in umetnikom je dovolil več svobode in iz koncentracijskih taborišč je izpustil veliko političnih zapornikov. Prav tako je spodbujal tuje obiske Sovjetske zveze, vendar pa je za državljane Sovjetske zveze potovanje v tujino še vedno ostalo strogo nadzorovano.
Zaradi tega so Hruščova kritizirali bolj konservativni člani partije in so ga leta 1957 poskušali odstaviti. Kljub temu je Hruščovu uspelo obdržati svoj položaj in utrditi moč na oblasti ter konservativce odstraniti z oblasti. Priznanje njegovi osebnosti je razglasitev za osebo leta 1957 v reviji Time Magazine. 27. marca 1958 se je Hruščov uveljavil kot edini vodja države in stranke. Hruščov je spodbujal reforme sovjetskega sistema in povečal proizvodnjo težke industrije.
Uradna opustitev stalinistične linije je vodila tudi do približevanja Sovjetske zveze Titovi Jugoslaviji, s katero so se odnosi ponovno izboljšali leta 1955 (Beograjski sporazum) po Titovem sporu z Stalinom leta 1948.
Leta 1959 je Richard Nixon, takratni podpredsednik Združenih držav Amerike, preživel počitnice v Sovjetski zvezi, ki ga je predsednik Eisenhower poslal na otvoritev ameriške nacionalne razstave v Moskvi. Med tem obiskom sta med drugim 24. julija Nixon in Hruščov javno razpravljala o prednostih njunih gospodarskih sistemov, kapitalizma in planskega gospodarstva, v improviziranem soočenju, ki se je v zgodovino zapisalo kot »razprava v kuhinji«, ker sta razpravljala v kuhinji ameriške montažne hiše, predstavljene na razstavi. 
Hruščov je nato obisk vrnil tako, da je septembra istega leta za trinajst dni odšel na počitnice v ZDA. Ob tej priložnosti, prepričan, da bo »mirno sobivanje« obeh sil na dolgi rok pripeljalo do zmage komunističnega sistema brez travm, je lahko na ameriški televiziji dejal: »Vaši vnuki bodo živeli pod komunističnim režimom!«
Nova sovjetska politična smer, ki jo je uvedel Hruščov, ni podpirala le učinkovita konkurenčnost sovjetskega gospodarstva v 50. letih dvajsetega stoletja proti ameriškemu, temveč tudi gotovost, da ima dovolj učinkovito odvračilno sredstvo, da odvrne tekmeca od kakršne koli neposredne vojaške akcije; odvračilno sredstvo je bila atomska bomba, ki jo je imela ZSSR na razpolago od leta 1949.
Hruščovova nova vizija Združenih držav kot nasprotnika, ki ga je treba premagati bolj ekonomsko kot neizogibnega prihodnjega sovražnika na vojaški ravni (ta pristop, ki je namesto tega ideološko zaznamoval stalinistično vizijo) je imela za posledico distanciranje Kitajske Maa Cetunga: ZSSR in Ljudska republika Kitajska sta leta 1960 dosegli diplomatski prelom.
Na mednarodnem prizorišču se Hruščova spominjajo po domnevnem udarjanju po mizi 12. oktobra 1960 na zasedanju ZN, da bi protestiral proti trditvam filipinskega delegata, ki je ZSSR obtožil »imperializma« v Vzhodni Evropi. Tisto 15. generalno skupščino Združenih narodov se spominjamo kot eno najbolj vročih v zgodovini.
Pravzaprav je vodja filipinske delegacije Lorenzo Sumulong v svojem govoru izjavil, da je treba resolucijo, ki jo je predlagala ZSSR o neodtujljivi pravici do neodvisnosti narodov, razširiti tudi na ljudi vzhodne Evrope in vse druge države, ki so bile prikrajšane za prosto uresničevanje političnih in državljanskih pravic, ki jih je tako rekoč požrla Sovjetska zveza. Hruščov, ki je neuspešno prosil predsednika skupščine, naj pokliče filipinskega delegata »na red«, je najprej udaril s pestmi po mizi, nato s čevljem.
Leta 1961 je Hruščov nato odobril načrt za gradnjo berlinskega zidu, ki ga je predlagal Walter Ulbricht, vodja Nemške demokratične republike, da bi ustavil zdaj množično tajno izseljevanje na Zahod. Skoraj vsi državljani Vzhodne Nemčije, ki so od delitve nemške države prikrito prešli na Zahod, ocenjeni na okoli tri milijone, so to storili v Berlinu. Prestolnica je bila razdeljena na dve območji, eno s sovjetskim vplivom in eno zahodno, z veliko tranzitnimi možnostmi v obe smeri. Gradnjo zidu se je začela istega leta in jo je nadziral Erich Honecker. 
Hruščov se je v svoji partiji znašel v velikih težavah po neuspehu obvladovanja kubanske krize, po kateri se je morala sovjetska mornarica, ki je nosila rakete za zavezniško vlado Kube, umakniti zaradi pomorske blokade, ki so jo uvedle Združene države Amerike. Zdi se, da je bil njegov propad posledica zarote partijskih voditeljev, ki jih je jezila njegova zunanja politika, ki je partijo in samo Sovjetsko zvezo spravila v zadrego na mednarodnem prizorišču.
CPSU je Hruščova obtožila, da je med kubansko raketno krizo leta 1962 delal politične napake in da je slabo organiziral sovjetsko gospodarstvo, zlasti v kmetijskem sektorju. Poleg tega je bil dogodek, ki ni mogel ostati neopažen, obisk 7. marca 1963 hčerke Rade in zeta Alekseja Adjubeja od Hruščova pri papežu Janezu XXIII. v Vatikanu, ki se je morda zgodil brez posvetovanja z vodstvom partije. To pobudo bi lahko v takratni komunistični doktrini šteli za neuspeh.
V začetku oktobra 1964 so v Kremlju organizirali razpravo, na kateri so začeli razmišljali, da bi Hruščova odstavili s položaja voditelja države. Hruščov se je sprva ni hotel udeležiti razprave, naposled pa se je vseeno udeležil, saj bi razpravljali tudi brez njega. Na letališču ga je pričakal samo šef KGB-ja Vladimir Semičastni, ki je nato Hruščova odpeljal na zasedanje v Kremelj. Na zasedanju je svet glasoval za njegov odstop z vseh delovnih mest v stranki in vladi, s tem pa je bil Nikita Hruščov 14. oktobra 1964 odstavljen s položaja voditelja države. Nadomestil ga je Leonid Brežnjev.

## Poznejše življenje
Po odstavitvi s položaja voditelja države se je Hruščov upokojil. V centralnem komiteju je ostal do leta 1966, ko je izstopil in dokončno zapustil politiko. Do konca življenja ga je pozorno spremljal KGB, a se ni posvečal ničemur razen svojim spominom in drugim manjšim zahodnjaškim zadevam. Preostanek svojega življenja je Hruščov preživel v dači blizu Moskve, skupaj z svojo družino. Poleti 1971 je obiskal svojega nekdanjega pomočnika Alexeia Adzheubeia in mu rekel: »Nikoli ne obžaluj, da si živel v viharnih časih in delal z mano v Centralnem komiteju. Še vedno se nas bodo spominjali!« Do smrti so Hruščova mučile depresija, melanholija ter več manjših možganskih in srčnih kapi. 

### Smrt
Nikita Hruščov je umrl 11. septembra 1971 zaradi srčnega infarkta, v starosti 77 let, v Kremeljski bolnišnici v Moskvi. Pokopali so ga na moskovskem pokopališču Novodevči, javnost pa na njegovem pogrebu ni smela biti prisotna. Za zagotovitev, da se ljudje ne bi prišli pokloniti nekdanjemu voditelju, je milica zaprla vse poti na pokopališče, na vhodna vrata pokopališča pa so razobesili napis: »Zaprto zaradi razkuževanja.«

### Tiskani
- Birch, Douglas (2. avgust 2008), »Khrushchev kin allege family honor slurred«, USA Today, pridobljeno 14. avgusta 2009
- Brown, Archie (2009), The Rise and Fall of Communism, HarperCollins Publishers, ISBN 978-0-06-113882-9
- Carlson, Peter (2009), K Blows Top: A Cold War Comic Interlude Starring Nikita Khrushchev, America's Most Unlikely Tourist, PublicAffairs, ISBN 978-1-58648-497-2
- Laurent, Coumel (2009), »The scientist, the pedagogue, and the Party official: Interest groups, public opinion, and decision-making in the 1958 education reform«,  v Ilič, Melanie; Smith, Jeremy (ur.), Soviet state and society under Nikita Khrushchev, Taylor & Francis, str. 66–85, ISBN 978-0-415-47649-2
- Fursenko, Aleksandr (2006), Khrushchev's Cold War, W.W. Norton & Co., ISBN 978-0-393-05809-3

- Hale-Dorrell, Aaron. Corn Crusade: Khrushchev's Farming Revolution in the Post-Stalin Soviet Union (2019) PhD dissertation version
- Kelly, Catriona (2007), Children's world: growing up in Russia, 1890–1991, Yale University Press, str. 147, ISBN 978-0-300-11226-9
- Khrushchev, Nikita (2004),  Khrushchev, Sergei (ur.), Memoirs of Nikita Khrushchev, Volume 1: Commissar, The Pennsylvania State University Press, ISBN 978-0-271-02332-8
- Khrushchev, Nikita (2006),  Khrushchev, Sergei (ur.), Memoirs of Nikita Khrushchev, Volume 2: Reformer, The Pennsylvania State University Press, ISBN 978-0-271-02861-3
- Khrushchev, Nikita (2007),  Khrushchev, Sergei (ur.), Memoirs of Nikita Khrushchev, Volume 3: Statesman, The Pennsylvania State University Press, ISBN 978-0-271-02935-1
- Khrushchev, Sergei (2000), Nikita Khrushchev and the Creation of a Superpower, The Pennsylvania State University Press, ISBN 978-0-271-01927-7
- Medvedev, Roy; Medvedev, Zhores (1978), Khrushchev: The Years in Power, W.W. Norton & Co., ISBN 978-0231039390
- Perrie, Maureen (2006), The Cambridge History of Russia: The twentieth century, Cambridge University Press, ISBN 978-0-521-81144-6
- Pospielovsky, Dimitry V. (1987), »A History of Soviet Atheism in Theory, and Practice, and the Believer«, A History of Marxist-Leninist Atheism and Soviet Anti-Religious Policies, zv. 1, New York: St Martin's Press, ISBN 978-0333423264
- Schwartz, Harry (12. september 1971), »We know now that he was a giant among men«, The New York Times, arhivirano iz prvotnega spletišča dne 6. junija 2011, pridobljeno 25. septembra 2009 (fee for article)
- Shabad, Theodore (24. november 1970), »Izvestia likens 'memoirs' to forgeries«, The New York Times, pridobljeno 25. septembra 2009 (fee for article)
- Taubman, William (2003), Khrushchev: The Man and His Era, W.W. Norton & Co., ISBN 978-0-393-32484-6
- Tompson, William J. (1995), Khrushchev: A Political Life, St. Martin's Press, ISBN 978-0-312-12365-9
- Volin, Lazar. Khrushchev and the Soviet agricultural scene (U of California Press, 2020).
- Volin, Lazar. "Soviet agriculture under Khrushchev." American Economic Review 49.2 (1959): 15-32 online.
- Whitman, Alden (12. september 1971), »Khrushchev's human dimensions brought him to power and to his downfall«, The New York Times, pridobljeno 25. septembra 2009 (fee for article), free version
- Zhuravlev, V. V. "NS Khrushchev: A Leader's Self-Identification as a Political Actor." Russian Studies in History 42.4 (2004): 70–79, on his Memoirs
- Zubok, Vladislav (2007), A Failed Empire: The Soviet Union in the Cold War from Stalin to Gorbachev, University of North Carolina Press, ISBN 978-0-8078-5958-2

### Drugi
- Kennedy, John F. (10. junij 1963), President Kennedy Nuclear Test Ban Treaty Speech, American University 1963 Commencement, American University, arhivirano iz prvotnega spletišča dne 31. decembra 2011, pridobljeno 31. decembra 2011
- Neizvestny, Ernst (1979), »My dialogue with Khrushchev«, Vremya I My (Times and Us) (v ruščini), Št. 41, str. 170–200, arhivirano iz prvotnega spletišča dne 17. julija 2011, pridobljeno 1. januarja 2011
- Guildsovfoto, Special to The New York Times Sovfotofree Lance Photographers (6. maj 1956), »Text of Speech on Stalin by Khrushchev as released by the State Department«, The New York Times, pridobljeno 23. avgusta 2009 (fee for article)
- »The historic letter that showed Mr. K's hand«, Life, zv. 53, št. 19, 9. november 1962, ISSN 0024-3019, pridobljeno 5. novembra 2009
- »Vast Riddle; Demoted in the latest Soviet shack-up«, The New York Times, 10. marec 1953, pridobljeno 23. avgusta 2009 (fee for article)
- »1959 Year in Review; Nixon visits Russia«, United Press International, 1959, pridobljeno 31. decembra 2011
- »1960 Year in Review; The Paris Summit Falls Apart«, United Press International, 1960, pridobljeno 31. decembra 2011